# Spider-Man: Into the Spider-Verse
Spider-Man: Into the Spider-Verse, ook bekend onder de Nederlandstalige titel Spider-Man: Een nieuw universum, is een Amerikaanse animatiefilm uit 2018 over de gelijknamige superheld van Marvel Comics. De film werd geregisseerd door Bob Persichetti, Peter Ramsey en Rodney Rothman. De film werd in 2019 bekroond met de Oscar voor beste animatiefilm.

## Verhaal
Peter Parker probeert als Spider-Man een reusachtige deeltjesversneller van de Kingpin te ontmantelen, maar komt om het leven. Later wordt zijn rol als superheld overgenomen door Miles Morales, een tienerjongen uit Brooklyn met Puerto-Ricaanse en Afrikaanse roots die op een dag door een mysterieuze spin gebeten wordt en superkrachten ontwikkelt.
Via de deeltjesversneller van de Kingpin komt Miles in contact met de Peter Parker van een parallel universum. Deze Spider-Man, die wat ouder en klungelig is probeert een mentor te zijn voor zijn jonge collega. Miles ontdekt vervolgens dat er nog meer universa met elk hun eigen Spider-Man zijn. Zo ontmoet hij onder meer Spider-Gwen, Spider-Man Noir, Peni Parker en Spider-Ham. Samen proberen ze de plannen van de Kingpin te dwarsbomen.

## Rolverdeling
| Personage                        | Stem (Amerikaans) | Stem (Nederlands) | Stem (Vlaams)         |
| -------------------------------- | ----------------- | ----------------- | --------------------- |
| Miles Morales / Spider-Man       | Shameik Moore     | Ronnie Flex       | Youssef El Kaouakibi  |
| Peter B. Parker / Spider-Man     | Jake Johnson      | Thijs Römer       | Dimitri Vegas         |
| Gwen Stacy / Spider-Gwen         | Hailee Steinfeld  | Holly Mae Brood   | Laura Tesoro          |
| Aaron Davis / Prowler            | Mahershala Ali    | Fernando Halman   | Jenne Decleir         |
| Jefferson Davis                  | Brian Tyree Henry | Edwin Jonker      | Alex Agnew            |
| May Parker                       | Lily Tomlin       |                   |                       |
| Rio Morales                      | Lauren Vélez      | Anneke Beukman    |                       |
| Mary Jane Watson                 | Zoë Kravitz       |                   |                       |
| Peter Porker / Spider-Ham        | John Mulaney      | Buddy Vedder      | William Boeva         |
| Peni Parker                      | Kimiko Glenn      | Cystine Carreon   | Sara Gracia Santacreu |
| Peter Parker / Spider-Man Noir   | Nicolas Cage      | Frank Lammers     | Koen De Bouw          |
| Dr. Olivia Octavius / Doc Ock    | Kathryn Hahn      | Kim van Kooten    | Isabelle Van Hecke    |
| Wilson Fisk / Kingpin            | Liev Schreiber    | Derek de Lint     | Rikkert Van Dijck     |
| Peter Parker / Spider-Man        | Chris Pine        | Levi van Kempen   | Steve Geerts          |
| Miss Calleros                    | Natalie Morales   |                   |                       |
| Brooklyn Visions Bewaker         | Edwin R. Habacon  |                   |                       |
| Miguel O'Hara / Spider-Man 2099  | Oscar Isaac       |                   |                       |
| LYLA                             | Greta Lee         |                   |                       |
| Stan Lee                         | Stan Lee          |                   |                       |
| Norman Osborn / Green Goblin     | Jorma Taccone     |                   |                       |
| Peter Parker / Spider-Man (1967) | Jorma Taccone     |                   |                       |
| Maximus Gargan / Scorpion        | Joaquín Cosio     |                   |                       |
| Lonnie Lincoln / Tombstone       | Marvin Jones III  |                   |                       |
| Wetenschapster in Cafetaria      | Kim Yarbrough     |                   |                       |
| Vanessa Fisk                     | Lake Bell         |                   |                       |
| Brooklyn Voorbijganger           | Post Malone       |                   |                       |

De Brooklyn vrienden van Miles Morales worden ingesproken: Jessica Mikayla, Gredel Berrios Calladine, Sarah D. Cole, Kelby Joseph en Mimi Davila. De Brooklyn Visions leraren worden ingesproken: Claudia Choi, Melanie Haynes, Joseph Izzo, Nick Jaine, Muneeb Rehman en Carlos Zaragoza. De andere overige stemmen worden ingesproken door: David Applebee, Juan Carlos Arvelo, Adam Brown, Jon Bruno, Darcy Rose Byrnes, Oscar Camacho, June Christopher, Alyica Cooper, Michelle Jubilee Gonzalez, Terrence Hardy, Brdiget Hoffman, Rif Hutton, Miguel Jiron, Harrison Knight, Lex Lang, Donna Lynn Leavy, Andrew Leviton, Caitlin McKenna, Scott Menville, Christopher Miller, Arthur Ortiz, Juan Pachecho, Devika Parikh, Shakira Ja'nai Paye, Courtney Peldon, Chrystee Pharris, Jacqueline Pinol, Juan Pope, Al Rodrigo, Joseph Sanfelippo, Dennis Singletary, Warren Sroka, Melissa Sturm, Holly Walker, Jason Linere-White, Ruby Zalduondo en Ruth Zalduondo.

## Prijzen en nominaties
| Jaar | Prijs                               | Categorie          | Uitslag  |
| ---- | ----------------------------------- | ------------------ | -------- |
| 2018 | New York Film Critics Circle Awards | Beste animatiefilm | Gewonnen |
| 2019 | Golden Globes                       | Beste animatiefilm | Gewonnen |
| 2019 | Critics' Choice Awards              | Beste animatiefilm | Gewonnen |
| 2019 | BAFTA Awards                        | Beste animatiefilm | Gewonnen |
| 2019 | Academy Awards                      | Beste animatiefilm | Gewonnen |